# Ebles Manzer
Pour les articles homonymes, voir Manzer.
Ebles, Èbles ou Ebalus Manzer, (soit, en hébreu, « le Bâtard »), né vers 870, mort vers 934/935, fut comte de Poitiers de 890 à 892 et de 902 à 934 ; il succède à ce titre à son père Ramnulf II.

## Biographie
Son père, qui refuse de reconnaître le roi Eudes, confie Ebles à son cousin éloigné Géraud d'Aurillac lorsqu'il se rend à Paris où il meurt le 5 août 890, peut-être empoisonné. Bien qu'intronisé comte par son père Ramnulf II, il doit s'enfuir devant Aymar de Poitiers, soutenu par Eudes, qui prend Poitiers en 892 et s'installe dans le comté. Ebles, quant à lui, trouve ensuite refuge chez le comte d'Auvergne Guillaume le Pieux, cousin supposé de son père, qui en profite pour faire passer le duché d’Aquitaine sous sa coupe.
En 902, Ebles se lance à la conquête de son comté avec une armée prêtée par Guillaume le Pieux, son parent éloigné. Il prend Poitiers en l'absence d'Aymar puis le vainc. Charles III le Simple, avec qui Ebles a été élevé, l'investit comte de Poitou, seul titre qu'il ait jamais porté.
Ebles attribue l'abbaye de Saint-Maixent au vicomte Savary Ier de Thouars qui l'a soutenu. Il restructure le Poitou en créant de nouvelles vicomtés à Aulnay (Charente-Maritime) et à Melle (Deux-Sèvres) et supprime la vicomté de Poitou à la mort de son détenteur Maingaud en 925.
En 904 il conquiert le Limousin. En 911 Ebles est à Chartres dans l'armée qui combat Rollon à la colline de Lères (voir traité de Saint-Clair-sur-Epte).
Guillaume le Jeune, héritier de Guillaume le Pieux, puis son frère et successeur Acfred meurent en l'espace d'un an en 927. Acfred ayant fait de son cousin éloigné Ebles son héritier, ce dernier se retrouve ainsi duc d'Aquitaine, comte du Berry, d'Auvergne et du Velay.
En 929, le roi Raoul essaie de réduire le pouvoir d'Ebles Manzer. Il lui retire d'abord le Berry, puis en 932 il transfère le titre de duc d'Aquitaine et le comté d'Auvergne au comte de Toulouse Raymond III Pons. En outre le territoire de la Marche qui dépendait des seigneurs de Charroux (Vienne), vassaux d'Ebles, est transformé en comté indépendant.
Il épousa Émilienne dont il eut deux fils, Ebles, évêque de Limoges, et Guillaume Tête d'Étoupe.